# تربولين

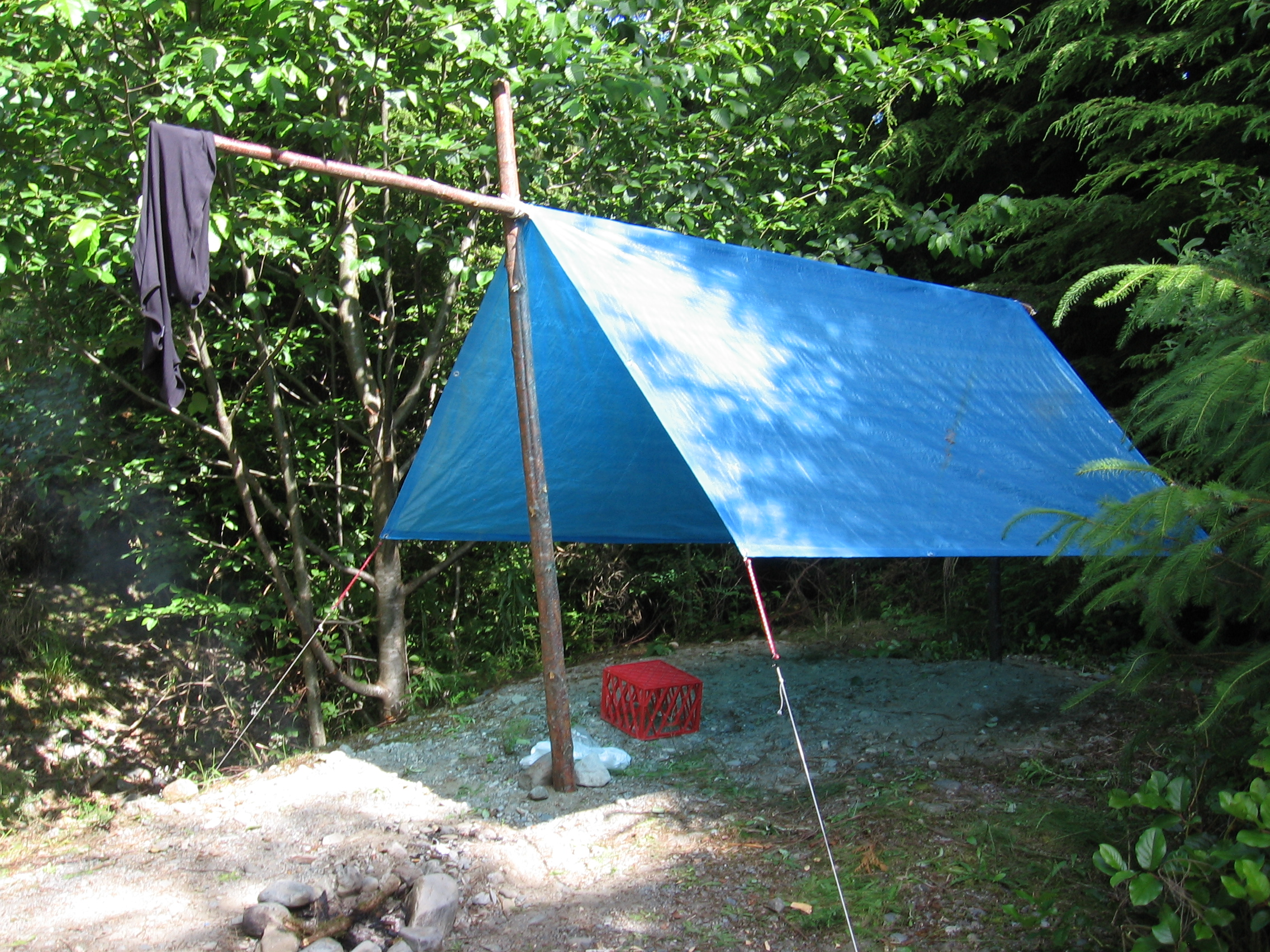

التَرْبُولِين (بالإنجليزية: Tarpaulin)‏ أو النسيج القَطِرانيّ أو القماش المُشَمّع أو المُقطرن الخيش المُقطرن أو المدهون أو دفيئة أو الشادِر في العامية في الشام وهو غطاء كبير من مادة قوية ومرنة ومقاومة للماء، غالبًا ما تكون من نسيج مثل الخيش أو عديد الإستر المغلف وعديد يوريثان، أو مصنوعة من اللدائن مثل متعدد الإيثيلين.